# Echeandia petenensis
Echeandia petenensis är en sparrisväxtart som beskrevs av Robert William Cruden. Echeandia petenensis ingår i släktet Echeandia och familjen sparrisväxter. Inga underarter finns listade i Catalogue of Life.